# Gaio Petelio Libone Visolo
Gaio Petelio Libone Visolo (fl. IV secolo a.C.) è stato un politico e generale romano.

## Biografia
Nel 360 a.C. fu eletto console con il collega Marco Fabio Ambusto.
Mentre a Marco fu affidato il comando della campagna contro gli Ernici, a Gaio Petelio fu affidato il comando della campagna contro i Tiburtini, rei di essersi alleati contro i Galli. Quando i Galli tornarono nel Lazio, per prestare soccorso agli alleati Tiburtini, fu nominato dittatore Quinto Servilio Ahala, che però lasciò a Petelio il comando delle operazioni. I romani ebbero la meglio sui Tiburtini, che si rinchiusero entro le mura, e per questo a Petelio fu concesso il trionfo.
Nel 346 a.C. fu eletto console per la seconda volta, con il collega Marco Valerio Corvo, cui fu affidata la campagna militare con i Volsci.
Nel 326 a.C. fu eletto console, con il collega Lucio Papirio Cursore. Durante il consolato fu emanata la Lex Poetelia-Papiria, con cui si aboliva la schiavitù per debiti dei cittadini romani.
Nel 313 a.C. fu nominato dittatore per la conduzione della campagna contro i Sanniti. Il dittatore condusse l'esercito romano alla presa di Nola.
(Tito Livio, Ab Urbe condita, IX, 28.)